# 中国人民解放军海军温州水警区
中国人民解放军海军温州水警区，机关驻地浙江省温州市，是中国人民解放军东部战区海军的水警区，隶属中国人民解放军海军福建基地。

## 沿革
1950年9月，温台巡逻艇大队成立，驻宁波，1951年移驻象山石浦。1952年9月，海军舟山基地温台巡逻艇大队改编成舟山基地温台巡防区，驻海门。1953年6月23日，根据地方军委1953年6月18日电，温台巡防区扩建成中国人民解放军海军温州水警区，下辖温州巡逻艇大队、台州巡逻艇大队及4个观察站，机关驻地浙江海门，归华东军区海军建制。1953年7月20日，海军电令，温州水警区划归舟山基地建制领导（7月30日华东军区海军执行）。1955年4月起，归东海舰队建制。1956年，温州水警区自海门移驻温州。
文革初期，1967年3月，温州军分区和海军温州水警区组成温州区军事管制委员会，实行军管。1968年12月成立温州地区革命委员会和温州市革命委员会。
1968年1月19日，地方军委批复，温州水警区和长涂水警区对调防务（海军已在1月6日下令对调）。1968年1月28日，温州水警区与长涂水警区换防后，温州水警区到达长涂后改称长涂水警区；长涂水警区到达温州后改称温州水警区，其代号亦随之换称。两个水警区留在原地的岸炮和勤务保障部队，全部归所在水警区建制领导。
1969年1月，温州水警区重归舟山基地建制领导。1983年3月，撤消温州水警区，所属的护卫艇26大队从海门移驻温州状元桥（留下一个中队驻海门），归舟山基地建制；2个护卫艇中队、勤务船中队改归护卫艇26大队建制。
2014年，在快艇第十六支队（原来隶属舟山保障基地，2012年舟山保障基地撤销）的基础上，新组建中国人民解放军海军温州水警区，隶属中国人民解放军海军福建基地。

## 历任领导
| 司令员 1. 李登云（1953年6月—？） 2. 沈佩华（？—？） 3. 方晶明（？—？） 4. 王德祥（？—1965年8月） 5. 吕瑞亭（？—？） 6. 霍发跃（？—？） 7. 李子健（？—？） 8. 陈华锋（？—？） （海军温州水警区撤销） 1. 张文诗海军大校（2014年—） | 政治委员 1. 翟广明（？—？） 2. 麻继先（？—？） 3. 郭荣（？—？） 4. 徐前（？—？） 5. 谢宜忠（？—？） 6. 刘汉卿（？—？） 7. 丛祥（？—？） （海军温州水警区撤销） 1. 李志武海军大校（2014年—） |